# Sexey-aux-Forges
Sexey-aux-Forges (Aussprache [sɛksɛ o fɔʁʒ]) ist eine französische Gemeinde mit 724 Einwohnern (Stand 1. Januar 2022) im Département Meurthe-et-Moselle in der Region Grand Est (bis 2015 Lothringen). Sie gehört zum Arrondissement Nancy (bis 2022: Arrondissement Toul) und zum Gemeindeverband Moselle et Madon. Die Bewohner werden Sexeyforgeois und Sexeyforgeoises genannt.

## Geografie
Die Gemeinde Sexey-aux-Forges liegt etwa 13 Kilometer südwestlich von Nancy und etwa 13 Kilometer südöstlich von Toul. Nachbargemeinden von Sexey-aux-Forges sind Gondreville im Norden, Maron im Nordosten, Chaligny im Osten, Pont-Saint-Vincent im Südosten, Maizièrea im Süden, Viterne und Ochey im Südwesten, Bicqueley im Westen sowie Pierre-la-Treiche und Villey-le-Sec im Nordwesten.
Die Gemeinde liegt am rechten Ufer der Mosel, der zeitweise trockenfallende Ruisseau de Sainte-Anne entspringt auf dem Gemeindegebiet und mündet im Gemeindezentrum als rechter Nebenfluss in die Mosel. Knapp die Hälfte der Fläche der Gemeinde ist bewaldet (vor allem durch den Forêt Domaniale de Bois de l’Évêque), etwa ein Drittel wird landwirtschaftlich genutzt.
Der Fernwanderweg GR 5 von Schengen (Luxemburg) nach Nizza durchquert das Gemeindegebiet.

## Geschichte
Der erste Vorläufer des Ortsnamens erschien bereits im Jahr 982 in der lateinischen Form Sisseiaco. Er entwickelte sich über Sessiacum im Jahr 1050 und das altfranzösische Sissei im Jahr 1196 allmählich zum heutigen Sexey. 1594 bekam das Dorf den Namenszusatz -aux-Forges (bei den Schmieden), um es vom nahegelegenen gleichnamigen Dorf (heute Gemeinde Sexey-les-Bois) zu unterscheiden.
Schon in der Mitte des 11. Jahrhunderts gehörte Sexey zum Bistum Toul.
Dies wird auch im Wappen deutlich: hier dominiert ein Bischofsstab, umrahmt von Hammer und Amboss, den Symbolen der hier ab dem 15. Jahrhundert entstandenen Schmiedewerkstätten.

### Bevölkerungsentwicklung
| Jahr      | 1962 | 1968 | 1975 | 1982 | 1990 | 1999 | 2006 | 2013 | 2022 |
| --------- | ---- | ---- | ---- | ---- | ---- | ---- | ---- | ---- | ---- |
| Einwohner | 603  | 579  | 575  | 561  | 584  | 609  | 653  | 713  | 724  |

Im Jahr 1800 wurde mit 229 Bewohnern die bisher geringste Einwohnerzahl ermittelt. Die Zahlen basieren auf den Daten von cassini.ehess und INSEE.

## Sehenswürdigkeiten
- Kirche Saint-Mansuy aus dem 19. Jahrhundert
- Kapelle Sainte-Anne nahe der Quelle des gleichnamigen Baches aus dem 11. Jahrhundert
- Herrenhaus (manoir) aus dem 15. 16. und 17. Jahrhundert, seit 1980 in Teilen als Monument historique eingeschrieben[7]
- Jungsteinzeitlicher Dolmen im Bois l’Evêque, seit 1910 als Monument historique klassifiziert[8]
- Freizeitzentrum um eine Korbflechterei nahe der Moselbrücke
- Lavoir

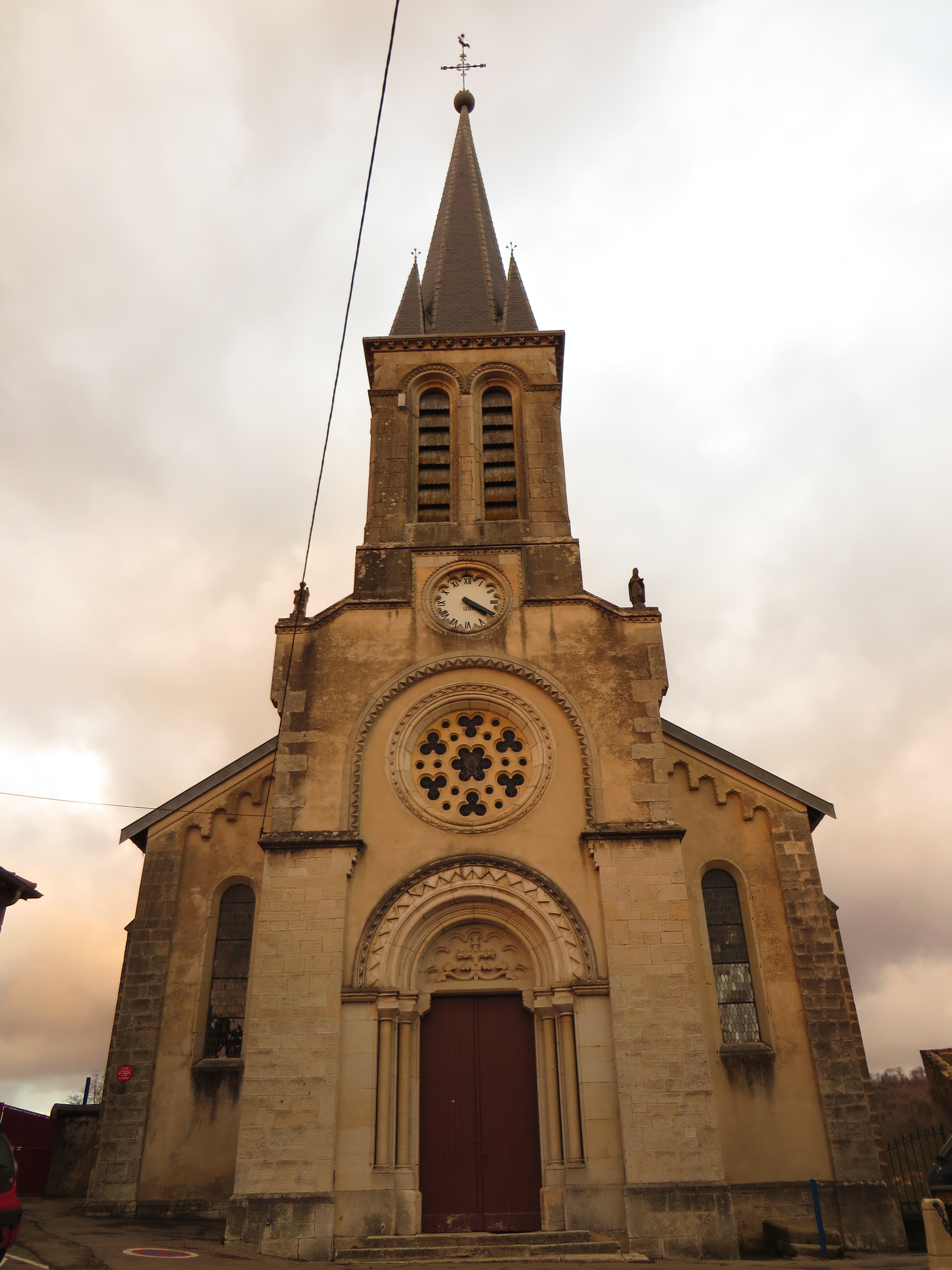
Kirche Saint-Mansuy
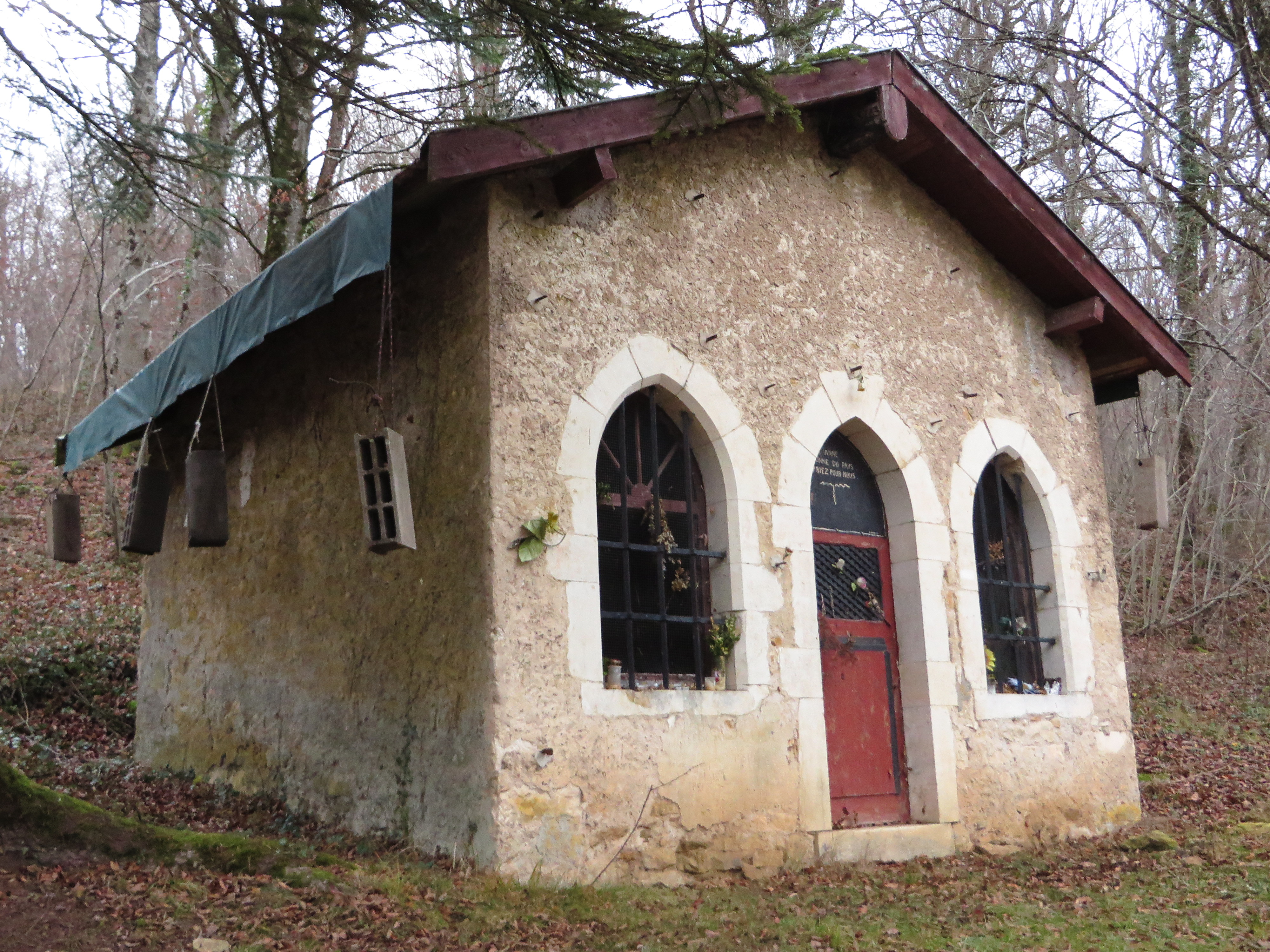
Kapelle Sainte-Anne
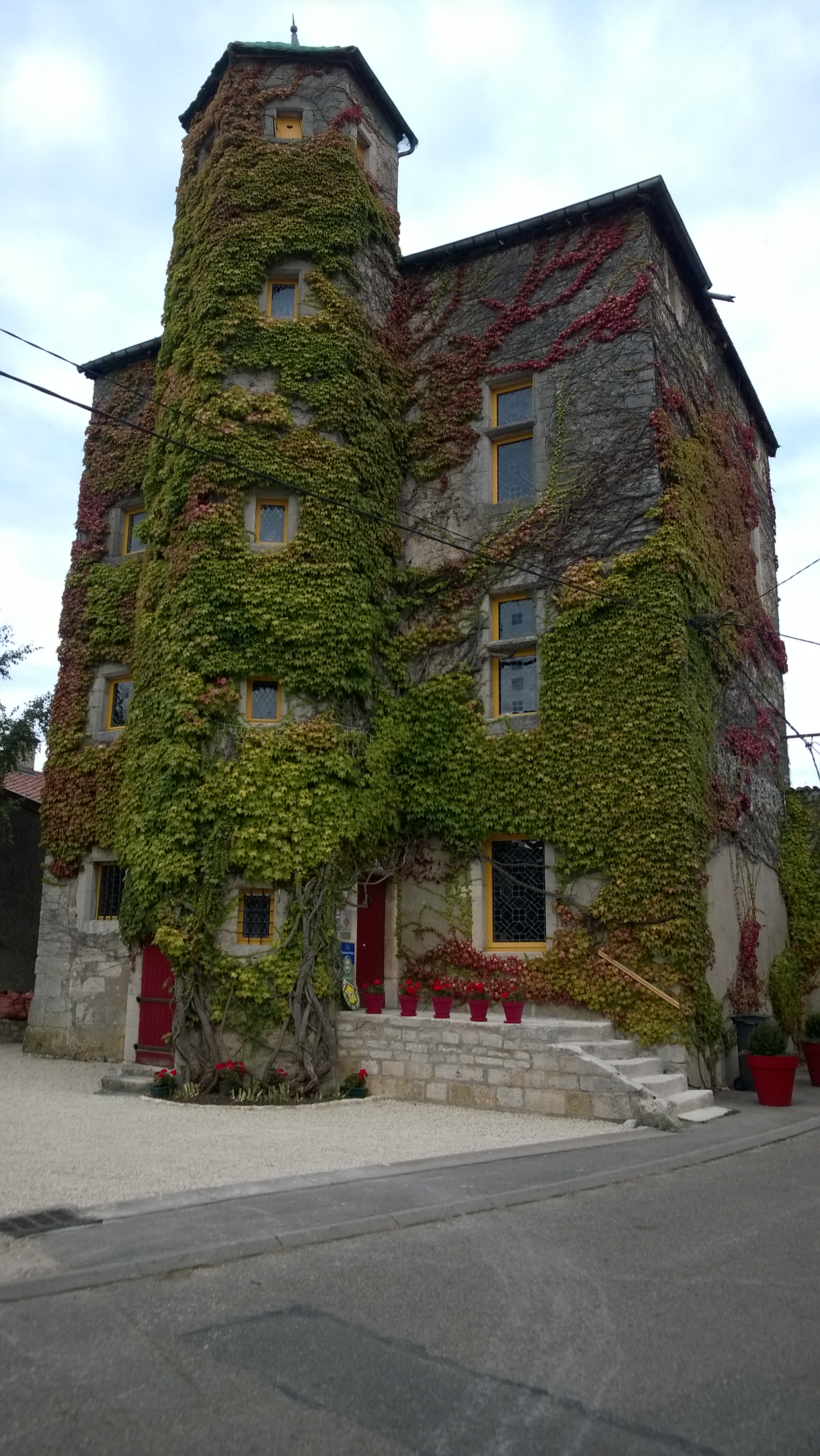
Herrenhaus
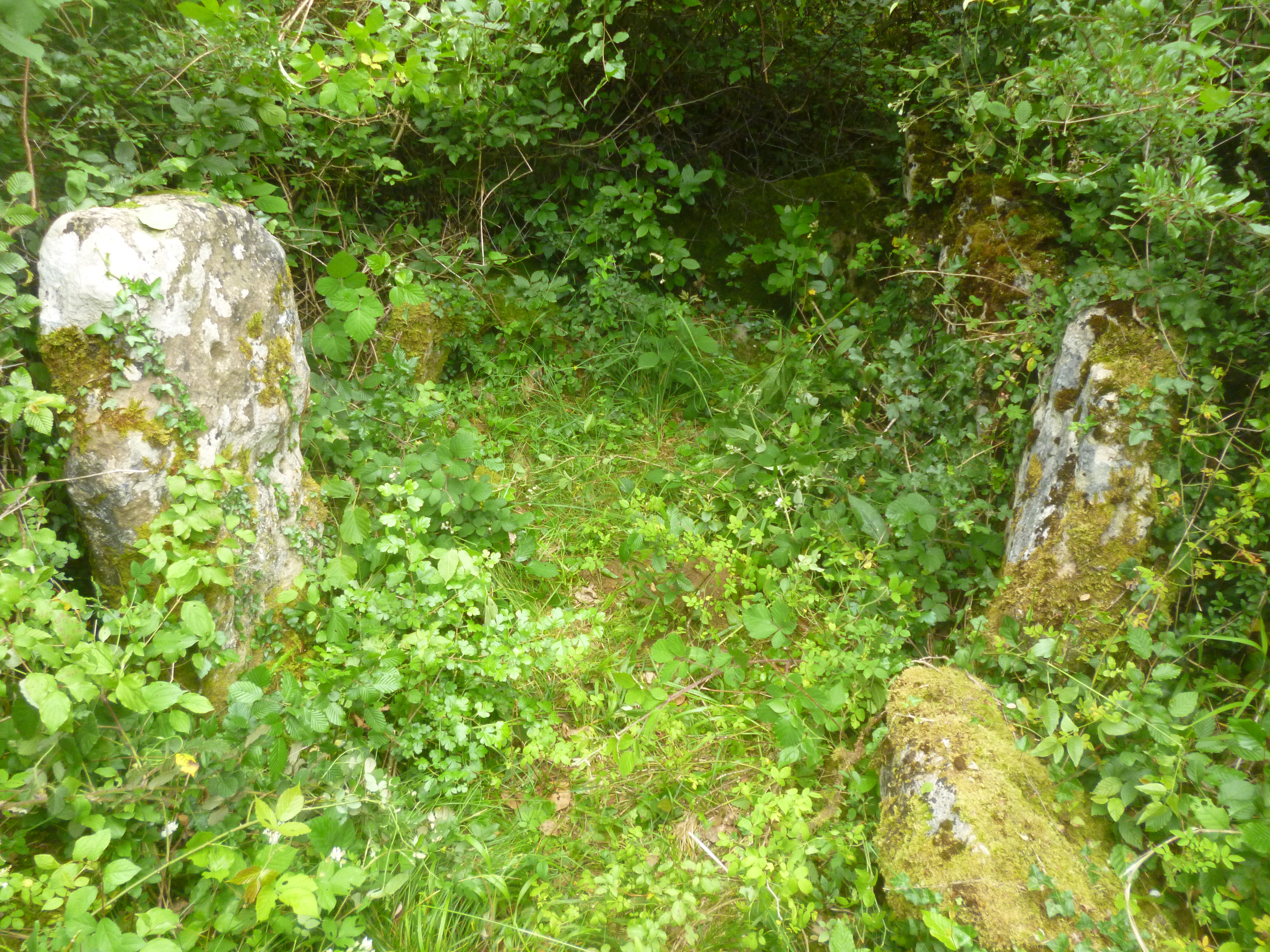
Dolmen im Bois l’Evêque

## Wirtschaft und Infrastruktur
Bei Sexey-aux-Forges wurde von 1859 bis 1931 Eisenerz abgebaut, das mit den Feldbahnen von Sexey-aux-Forges und Pont-Saint-Vincent zur Mosel oder zur am gegenüberliegenden Flussufer verlaufenden Eisenbahn gebracht wurde. Heute sind dort neun Landwirtschaftsbetriebe ansässig (Getreideanbau, Viehzucht).
Durch die nahe Großstadt Nancy ist Sexey-aux-Forges gut an das überregional wichtige Verkehrsnetz angebunden. Über die Moselbrücke führt eine Départementsstraße nach Vandœuvre-lès-Nancy. In unmittelbarer Nähe bestehen Anschlüsse an die Autobahnen A 31, A 33 und A 330. Der zwölf Kilometer entfernte Bahnhof in Montmédy liegt an der Bahnstrecke Mohon–Thionville. Der sieben Kilometer entfernte Bahnhof in Pont-Saint-Vincent liegt an der Bahnstrecke von Nancy nach Merrey.

## Belege
1. ↑  GR®5 – De Bayonville-Sur-Mad (Meurthe-et-Moselle) à Dieuze (Moselle). gr-infos.com, abgerufen am 19. Dezember 2023 (französisch).
2. ↑  Namensherkunft auf Mémoires de la Société d’archéologie lorraine (französisch).
3. ↑  Gemeinde auf communes-francaises.com (französisch).
4. ↑  Wappenbeschreibung auf genealogie-lorraine.fr (französisch).
5. ↑  Sexey-aux-Forges auf cassini.ehess.fr
6. ↑  Sexey-aux-Forges auf insee.fr
7. ↑  Manoir in der Base Mérimée des französischen Kulturministeriums (französisch)
8. ↑  Dolmen de Bois l’Évêque in der Base Mérimée des französischen Kulturministeriums (französisch)
9. ↑  Landwirtschaftsbetriebe auf annuaire-mairie.fr